# Политический руководитель
Полити́ческий руководи́тель (сокр. политрук) — воинская должность военнослужащих военно-политического состава вооружённых сил в Советской России и Вооружённых Сил СССР, существовавшая в различные периоды 1919—1942 годов, уполномоченных осуществлять политический контроль над действиями командиров подразделений ротного звена (командиров несамостоятельных воинских формирований, входящих в состав воинских частей), а также вести работу по политическому воспитанию и поддержанию морально-психологической боеготовности личного состава данных подразделений, к которым они приданы.

Политический руководитель 4-й роты 2-го батальона 1075-го стрелкового полка 316-й стрелковой дивизии политрук В. Г. Клочков (один из героев-панфиловцев).

В период своего существования, должность политический руководитель являлась должностью среднего начальствующего состава ВС СССР, и имелась практически во всех подразделениях ротного звена: ротах, батареях, эскадронах, эскадрильях и т. п. (в том случае, если вышеперечисленные роты, батареи, эскадроны, эскадрильи и т. д. не являлись отдельными частями).
В самостоятельных воинских формированиях — воинских частях и соединениях — в данный период для военно-политического состава существовала должность военный комиссар.
В период существования института военных комиссаров и политических руководителей в Вооружённых Силах СССР (периоды 1937—1940 и 1941—1942 годов), должности военно-политического состава по рангу приравнивались к должностям командиров воинских формирований.

Политический руководитель роты (эскадрона, батареи):

1.  Наравне с командиром роты является прямым начальником всего личного состава роты и несёт ответственность за политико-моральное состояние и боевую подготовку роты, воинскую дисциплину, за хозяйство, боевую готовность роты и за сохранение военной тайны…

— УВС-37

## История
Впервые должности политических руководителей были введены в вооружённых силах РСФСР Приказом РВСР от 14 ноября 1919 года № 1694, и обладали значительно меньшими правами, чем введённые несколько ранее должности военных комиссаров, по сути выполняя лишь политвоспитательные функции.
Затем начиная с 1920 года по мере окончания Гражданской войны, сокращения и перехода к милиционной системе комплектования РККА, происходил постепенный переход ВС РСФСР—РККА к единоначалию, в первую очередь в соединениях, частях и подразделениях где командирами являлись члены РКП(б)—ВКП(б). После чего институт военных комиссаров и политических руководителей в РККА был упразднён Приказом РВС СССР от 2 марта 1925 года № 234 «Об осуществлении единоначалия». Вместо них в Красной Армии был введён институт помощников командира по политической части (сокр. помполит), которые имели схожие права и обязанности с должностями политических руководителей периода 1919—1925 годов, то есть не обладавших контролирующими полномочиями, и выполнявших лишь функции политического воспитания личного состава.
Вновь институт военных комиссаров в РККА был введён Постановлением ЦИК и СНК СССР от 10 мая 1937 года «О создании военных советов военных округов и установлении института военных комиссаров в РККА», после чего в том же году Приказом НКО СССР № 0178 «О введении должности политруков в ротах, эскадронах, батареях» политические руководители были возвращены в воинские подразделения РККА. 21 декабря 1937 года Приказом НКО СССР № 260 был введён в действие новый Устав внутренней службы РККА (УВС-37), который устанавливал права и обязанности военнослужащих, в том числе и военно-политического состава. Данным Уставом для всех военных политработников устанавливались широкие права, фактически приравнивая их по рангу к командирам воинских формирований, к которым они приданы. Теперь уже и политические руководители наделялись контролирующими полномочиями на уровне своих подразделений.
Указом Президиума Верховного Совета СССР от 12 августа 1940 года «Об укреплении единоначалия в Красной армии и Военно-Морском Флоте», объявленного Приказами НКО СССР от 14 августа 1940 года № 262 и НК ВМФ СССР от 19 августа 1940 года № 487, вновь происходит упразднение института военных комиссаров в Вооружённых Силах Советского Союза и введение вместо них должностей заместителей командиров по политической части (сокр. замполит), выполняющих те же функции, что и помполиты периода 1925—1937 годов.
После начала Великой Отечественной войны, в сложной обстановке неудач Красной армии на фронтах, начинают происходить случаи самовольного отступления и массовой сдачи в плен советских военнослужащих, вследствие чего 16 июля 1941 года выходит Указ Президиума Верховного Совета СССР «О реорганизации органов политической пропаганды и введении института политических комиссаров в Рабоче-Крестьянской Красной Армии», в очередной раз возвращающий в ряды ВС СССР военных комиссаров и политических руководителей, и дающий им широкие права контролирующих органов.
В 1941 году, в целях укрепления политического аппарата в Вооружённых Силах СССР, Постановлением ГКО от 12 августа 1941 года вместо политических руководителей в некоторых подразделениях ротного звена — танковых ротах и артиллерийских батареях — вводятся военные комиссары (этим же Постановлением военные комиссары были введены и в некоторых подразделениях батальонного звена — танковых батальонах и артиллерийских дивизионах, а чуть позже — приказом Народного комиссара обороны СССР от 28 декабря 1941 года — военные комиссары вводятся и в батальонах стрелковых дивизий).
Окончательно институт военных комиссаров и политических руководителей в Вооружённых Силах СССР был ликвидирован в октябре 1942 года Указами Президиума Верховного Совета СССР от 9 октября 1942 года «Об установлении полного единоначалия и упразднении института военных комиссаров в Красной Армии», и от 13 октября 1942 года «О распространении Указа Президиума Верховного Совета „Об установлении полного единоначалия и упразднении института военных комиссаров в Красной Армии“ на Военно-Морской Флот». Вместо них вновь был введён институт замполитов с функциями лишь воспитательной работы, просуществовавший в вооружённых силах практически до распада СССР (военно-политические органы в ВС СССР упразднены 29 августа 1991 года).

### Комментарии
1. ↑  Не следует путать с аналогичным специальным воинским званием политрук, существовавшим в ВС СССР в период 1935—1942 годов.